# Mns Tualada
Mns Tualada is een bestuurslaag in het regentschap Pidie Jaya van de provincie Atjeh, Indonesië. Mns Tualada telt 469 inwoners (volkstelling 2010).